# DIGICAM

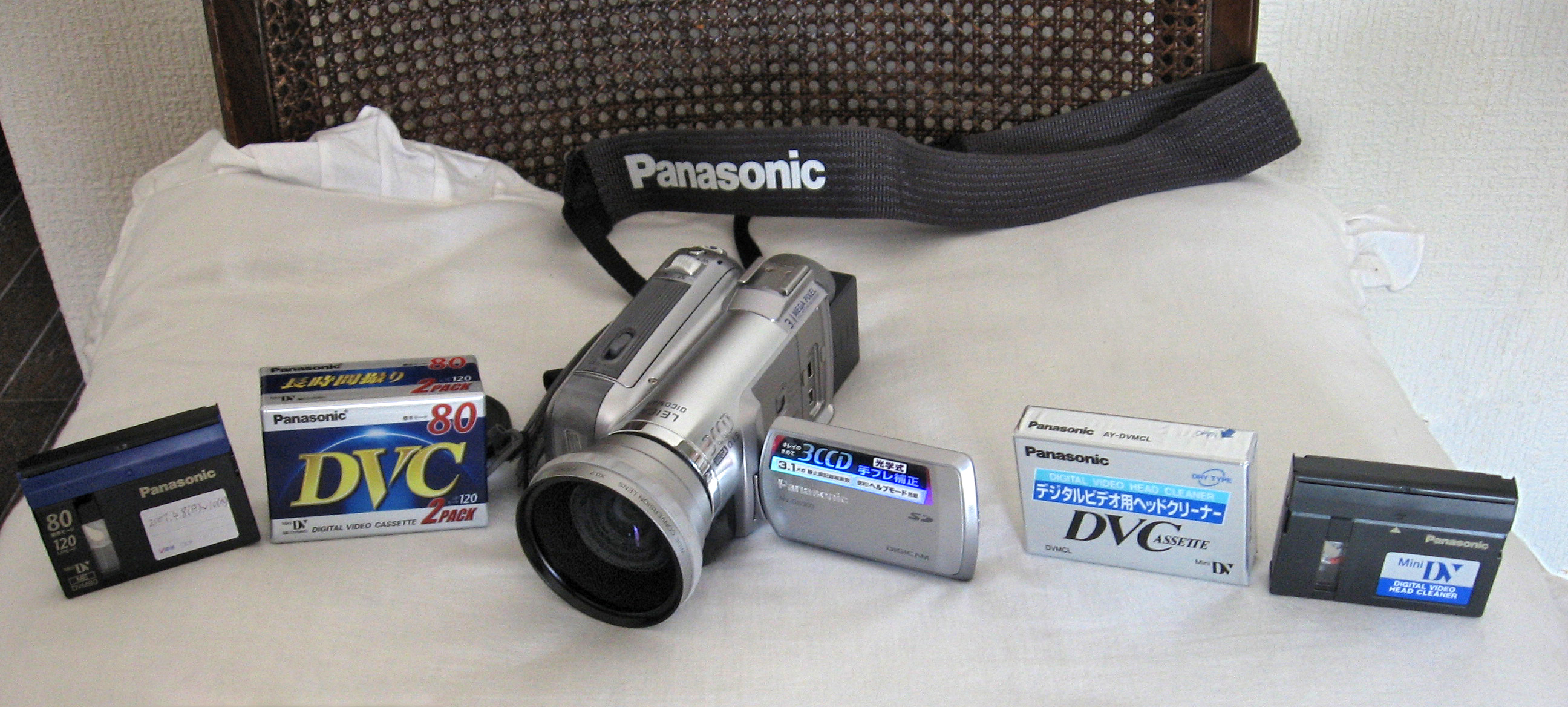
DIGICAMの一例
（写真は、DV規格のものである。）

DIGICAM（デジカム）は、パナソニックが発売していた民生用デジタルカムコーダのブランドである。

## 概要
従来パナソニックでは、MiniDVや8cm DVD-RAM、SDカードといった記憶媒体を使うものが発売されていた。ただし、SDカードのものは「SDカードムービー」という商標を使い、それ以外の製品に「DIGICAM」を使用していた。3CCDを標準にしていた。販売シェアはソニーに続いて2位であった。
SDカードに主力が移ったため、2008年限りでDVモデルは生産を終了した。またSDカードモデルも撮像素子がνMaicoviconに変更され、「3mos」となった。記録媒体もハードディスクドライブ、フラッシュメモリーと移り変わり、さらなる小型化が図られて、2014年からは4Kモデルが登場している。

## 歴代機種

### MiniDV方式
- NV-DJ1（DIGICAM1号機）、NV-GS300（上記写真）、NV-GS500 (2006年2月)、NV-GS320（DVモデルの最終機種）

### DVD方式
- VDR-D300、VDR-D250 (2006年1月)、VDR-D310

### SDカードムービー
- SDR-S100 (2006年7月)
- SDR-S300、S200 (2005年9月)